# Robel Zemichael Teklemariam
Robel Zemichael Teklemariam (ur. 16 września 1974) – etiopski biegacz narciarski uczestniczący w zawodach od 2005. Obecnie mieszka w Nowym Jorku. Był pierwszym Etiopczykiem reprezentującym swój naród w jakiejkolwiek  dyscyplinie na igrzyskach zimowych. Obecnie jest jedynym biegaczem narciarskim reprezentującym Etiopię.
Mimo faktu, iż mieszka w USA  od 9. roku życia, biegle mówi po amharsku.
Dotychczas najlepszym jego wynikiem było 25. miejsce w Mistrzostwach Szwajcarii w 2010 roku w Marbach.
Teklemariam startował na Mistrzostwach Świata w Narciarstwie Klasycznym 2007 w Sapporo. Był 105. w biegu na 15 km oraz 74. w sprincie. Startował też w Zimowych Igrzyskach Olimpijskich 2006 w Turynie. W biegu na 15 km był 83.
Teklemariam startował też w mistrzostwach USA, które odbyły się w styczniu 2006 w Soldier Hollow w stanie Utah. Był 80. w sprincie, 99 w biegu na 10 km oraz 99 w biegu na 15 km. Nie ukończył biegu na 30 km.
Wystartował na Igrzyskach Olimpijskich w Vancouver w 2010, na których w biegu na 15 km zajął 93. miejsce na 96 startujących.